# Ibad Muhamadu
Ibad Muhamadu (* 22. Februar 1982 in Amsterdam) ist ein ehemaliger niederländischer Fußballspieler. Er ist der Sohn eines ghanaischen Vaters und einer surinamischen Mutter. Er spielte für gewöhnlich als Stürmer.

## Karriere
Nachdem Muhamadu mit seinen Eltern von Amsterdam ins nordholländische Hoorn gezogen war, begann er bei den lokalen Vereinen Always Forward und HVV Hollandia mit dem Fußballtraining. Später spielte er in der Jugend von AZ Alkmaar.
Seinen ersten Profivertrag erhielt Muhamadu 2001 beim FC Twente. In seiner ersten Saison in der Eredivisie kam er zu fünf Einsätzen, in der folgenden Saison zu keinem mehr. Als René Vandereycken das Traineramt übernahm, wurde Muhamadu für die Saison 2003/04 an den Zweitligisten SC Cambuur-Leeuwarden ausgeliehen. Nach diesem Jahr kehrte er nicht mehr zu Twente zurück, sondern blieb in der zweiten Liga und unterschrieb bei MVV Maastricht. Mit guten Leistungen in Maastricht empfahl er sich für einen Transfer zum belgischen Erstdivisionär Cercle Brügge. Muhamadu konnte sich hier jedoch nicht durchsetzen und ging nach nur einem Jahr zurück in die zweite holländische Liga zum FC Dordrecht. Für Dordrecht spielte er insgesamt 48-mal in der Liga und erzielte dabei 13 Treffer.
Zur Saison 2008/09 unterschrieb Muhamadu bei Willem II Tilburg in der Eredivision. Im zweiten Spiel für Tilburg, erzielte er beim 3:1-Auswärtssieg gegen NAC Breda sein erstes Tor in der höchsten holländischen Liga.
Ein Jahr später wechselte Muhamadu nach Deutschland in die 3. Liga zu Dynamo Dresden. Er unterschrieb einen Zweijahresvertrag. Muhamadu war in Dresden bereits bekannt – beim Einweihungsspiel der neuen Westtribüne des Rudolf-Harbig-Stadions im August 2008 erzielte er für den Gast Willem II Tilburg die beiden Tore zum 2:0-Sieg. Bereits nach dem sechsten Spieltag, kurz vor Ablauf der Transferperiode, wurde der Vertrag mit Muhamadu jedoch wieder aufgelöst, da er sich laut Dresdens Hauptgeschäftsführer Stefan Bohne „leider nicht wie erhofft in den Vordergrund spielen konnte.“ Muhamadu war in den ersten Spielen nur dreimal eingewechselt worden.
Danach ging er erneut zum FC Dordrecht und absolvierte hier bis zum März 2010 18 Spiele in der zweithöchsten niederländischen Spielklasse. Danach erfolgte eine Vertragsauflösung.
Im August wechselte Muhamadu in die USA zu den Portland Timbers in die USSF Division 2 Professional League. In den verbleibenden zwei Monaten der Saison spielte er zehnmal für die Timbers, davon sechsmal von Beginn an. Die Timbers stiegen ab der Saison 2011 in die Major League Soccer (MLS) ein. Im November 2010 entließ der Verein all diejenigen Spieler, die im neu zu bildenden Erstligateam keine Zukunft haben würden. Darunter war auch Muhamadu. Am 29. November 2011 unterschrieb Muhamadu einen Vertrag bei Helmond Sport. Im Juli 2011 unterschrieb er dann einen Zweijahresvertrag beim SV Spakenburg, nach dessen Auslaufen er seine Karriere im Sommer 2013 beendete.